# Коркоше
Коркоше (пол. Korkosze) — присілок села Гута Шуми у Польщі, в Люблінському воєводстві Томашівського повіту, ґміни Сусець.

## Історія
Первісним населенням були русини-лемки, які компактно проживали на своїх історичних землях.